# Chami (Mauretanien)
Chami (arabisch شامي, DMG Šāmī) ist eine Planstadt in der Region Dakhlet Nouadhibou in Mauretanien. Aufgrund des Goldabbaus in der Region wird die Stadt als „Goldhauptstadt“ Mauretaniens bezeichnet.

## Lage und Klima
Chami liegt im Nordwesten des Landes an der Fernstraße N2, die von Nouakchott im Süden nach Nouadhibou und zur Grenze zur Westsahara im Norden führt. Die Entfernung zur Atlantikküste beträgt etwa 25 km. Durch die Lage im westlichen Teil der Sahara ist das Klima arid. Der Nationalpark Banc d’Arguin liegt direkt westlich von Chami.

## Entwicklung
Chami wurde im Jahr 2012 in einer vorher nahezu unbewohnten Gegend gegründet, um dem Problem der „anarchischen Sesshaftwerdung“ – damit ist die Neubildung von Dörfern durch Sesshaftwerden von Nomaden ohne Kontrolle des Staates gemeint – etwas entgegenzusetzen. Der Ort wurde wegen der Lage an der Fernstraße N2 ausgewählt, die an Bedeutung stark zunahm, nachdem sie asphaltiert worden war. Durch die Präsenz des Staates und die Gründung einer Siedlung sollte das Wüstengebiet besser kontrolliert werden können und die oft in weit verstreuten Kleinstdörfern wohnende Bevölkerung an Stellen konzentriert werden, wo die staatliche Daseinsvorsorge (Wasserversorgung, Stromversorgung, Kommunikation, Gesundheit, Bildung, Transport) einfacher gewährleistet werden kann.
Noch bevor es zur Ansiedlung kam, wurde eine Siedlungsinfrastruktur aufgebaut. Auf 600 Hektar Fläche wurden 5680 Grundstücke zu Wohnzwecken, 805 gewerbliche Einheiten sowie Gemeinschafts- und Verwaltungsgebäude geplant. Gegen den allgegenwärtigen Wind wurde um die Ortschaft ein Grüngürtel mit knapp 50.000 Pflanzen (hauptsächlich Prosopis juliflora) gepflanzt. Nachdem mehrere öffentliche Gebäude im Jahr 2013 fertiggestellt worden waren, wurde 2015 auch eine Moschee eingeweiht. Außerdem gibt es Solarstraßenlaternen, Stromversorgung und ein Wasserversorgungsnetz.
Bei der Volkszählung von 2013 wurde eine Bevölkerungszahl von nur 51 Personen festgestellt, im Jahr 2015 wurde die Bevölkerung schon auf etwa 3000 geschätzt. Die Bevölkerung von Chami wuchs rasant an, nachdem Präsident Mohamed Ould Abdel Aziz 2016 den Goldrausch bestätigte und sagte, dass jeder Mauretanier dort sein Glück versuchen könne. Es gab zusätzlich auch Zuzug von Migranten aus Mali, dem Sudan und anderen Ländern.

## Wirtschaft
Chami ist ein Vorzeigeprojekt für Modernisierungs-, Stadtentwicklungs- und Bevölkerungskontrollpolitik des mauretanischen Staates. Neben dem Aufbau des Ortes wurden auch einige Wirtschaftsbetriebe angesiedelt. Die Stadt besitzt eine Versorgungsfunktion für die Goldabbaugebiete im Umland und für die Reisenden auf der Fernstraße.
Da sich innerhalb von Chami Erzverarbeitungsgewerbe ansiedelte und es dadurch zu Lärmbelästigung und Verschmutzung (u. a. mit Quecksilber) kam, wurde südlich außerhalb des Ortes ein Gebiet ausgewiesen, in das diese Aktivitäten ausgelagert wurden.

## Kritik
Etwa 10 km südlich von Chami gibt es eine Tankstelle an einem Ort, an dem die Wasserversorgung einfacher gewesen wäre, da durch Bohrungen ein Grundwasserleiter erreicht werden kann. Der Eigentümer der Tankstelle gilt als Rivale des damaligen Präsidenten Abdel Aziz, weshalb davon ausgegangen wird, dass dieser die Stadt an einer anderen Stelle gründen ließ.
Entgegen den staatlichen Zielen siedelten sich kaum Nomaden aus der Umgebung in Chami an, da deren Einkommen nicht ausreichte, um sich Grundstücke in Chami zu kaufen.
Die Nachhaltigkeit der Stadtgründung ist fraglich. Nachdem 2018 in der Region Tiris Zemmour Goldfunde gemacht worden waren, zogen mehrere Tausend Bewohner dorthin weiter, was zeigt, dass die Bevölkerungszahl von Chami unter Umständen auch schnell wieder sinken könnte.
Die Bergbauaktivität führt zu einer starken Umweltbelastung, vor allem durch den ungeregelten Einsatz von Quecksilber. Es ist davon auszugehen, dass der vorherrschende Nordostwind Harmattan Quecksilberdämpfe in den Nationalpark Banc d’Arguin, ein UNESCO-Weltnaturerbe, einträgt.